# バルテク・パツシュカ
バルトウォメイ・パツシュカ（Bartłomiej Pacuszka [ˈbartɛk paˈt͡suʂka]、1990年3月25日 - ）は、ポーランド・ワルシャワ出身の元サッカー選手。ポジションはディフェンダー。